# John Fleck (herec)
John Fleck (* 7. května 1951) je americký herec a bavič.
Ve filmu debutoval v roce 1984 snímkem Truckin' Buddy McCoy. Jeho kariéra je spojená především s televizní tvorbou, mimo to hrál též např. v celovečerních filmech Bláznivá střela 2 a 1/2: Vůně strachu, Volný pád či Vodní svět. V oblasti televizních seriálů se podílel např. na Star Treku. V epizodě „Vnitřní zrak“ (1991) seriálu Star Trek: Nová generace hrál romulanského důstojníka Taibaka. Tři různé postavy ztvárnil v seriálu Star Trek: Stanice Deep Space Nine. V epizodě „Návrat domů“ (1993) to byl cardassijský voják, v díle „Pátrání (1. část)“ (1994) karemmský premiér Ornithar a v epizodě „Za války neplatí zákony“ (1999) Romulan Koval. V seriálu Star Trek: Enterprise (2001–2004) hrál jednu z důležitých vedlejších postav, Sulibana Silika. Dále hrál např. v televizním sci-fi filmu Babylon 5: Vesmírný sumit (1993; pašerák Del Varner) a seriálech jako jsou Právo v Los Angeles, Policie New York, Superman, Murder One, Ally McBealová, Thanks, The Fearing Mind, Carnivale, Closer, Sběratelé kostí či Tráva.